# District historique du Faraway Ranch
Le district historique du Faraway Ranch (en anglais : Faraway Ranch Historic District) est un district historique du comté de Cochise, en Arizona. Inscrit au Registre national des lieux historiques depuis le 27 août 1980, il est protégé au sein du Chiricahua National Monument.